# Cimetière de la Chaussée-d'Antin
Le cimetière de la Chaussée-d'Antin est un ancien cimetière qui était situé, alors hors de la ville, dans l'actuel 9e arrondissement de Paris.

## Situation
Par une petite ruelle, on pouvait accéder à ce petit cimetière dont l'entrée serait située aux actuels nos 8-10, rue de la Chaussée-d'Antin.

## Historique
Ce cimetière, de 350 m2, est ouvert en 1756 sur un terrain loué par la fabrique de la paroisse Saint-Roch dont le cimetière avait été désaffecté après l'expansion de l'église. 
Ce cimetière qui recevait environ 300 corps par an, fut interdit en 1781 et fermé en avril 1782, à la suite de la réglementation qui suivit la fermeture du cimetière des Innocents. Il fut remplacé par le cimetière de la rue Royale.
Le lieu est ensuite utilisé par les porteurs d'eau qui y entreposaient leurs pompes.